# Гайдаєнко Іван Петрович
Гайда́єнко Іва́н Петро́вич (7 січня 1914, Північний Казахстан — 8 вересня 1994, Одеса) — український письменник-мариніст, журналіст, громадський діяч. Член Спілки письменників СРСР (1949), Національної спілки письменників України (1991). Очолював Одеську обласну організацію НСПУ.

## Життєпис
Батьки Гайдаєнка 1922 року з Казахстану переїхали до Одеси. Іван у 1929–1932 роках навчався в Одеській морехідній школі, після її закінчення тривалий час працював моряком торговельного флоту.
Під час Громадянської війни в Іспанії був моряком на радянському теплоході «Комсомол», який перевозив вантажі республіканцям. 14 грудня 1936 року теплохід потопили франкісти. Гайдаєнко разом з іншими членами команди опинився у в'язниці «Пуерто де Санта Марія». Пізніше ув'язнених перевели до Німеччини. 1938 року всіх моряків звільнили й відправили до СРСР.
З 1939 року працював редактором молодіжної газети в Луцьку.
Під час війни повернувся на флот, ходив на транспортних суднах, 1942 року служив на Волзькій річковій флотилії, брав участь у Сталінградській битві. Перевівся на Чорноморський флот. 1946 року демобілізувався. Тривалий час працював у міжнародному торговельному флоті. Тоді ж все частіше публікував свої літературні твори.
Був активним громадським діячем, брав участь у багатьох громадських організаціях і заходах, протягом більш ніж 20 років очолював Одеський комітет захисту миру.
Нагороджений орденами Трудового Червоного Прапора, Вітчизняної війни 2-го ступеня, Червоної Зірки, «Знак Пошани», медалями, Почесна грамота Президії Верховної Ради Української РСР (6.01.1964).

## Твори

### Романи
- «Санта-Марія» (1967)
- «Оливы горят» (1975)
- «Капитаны, капитаны» (1976)
- «Земное время» (1979)

### Повісті, оповідання, нариси
- «В коричневом плену» (1942)
- «За Босфором» (1948)
- «Остров бурь» (1949)
- «Зарубежные встречи» (1950)
- «Под гнетом доллара» (1951)
- «О тех, кто в море» (1952)
- «Два берега» (1952)
- «В чужих гаванях» (1953)
- «На морських дорогах» (1953)
- «Соседи» (1955)
- «За далью морской» (1956)
- «В синем море» (1959)
- «Відверто кажучи» (1959)
- «Адресат найдется» (1962)
- «Моя бригантина» (1962)
- «Соловьи» (1962)
- «Гавана — Бейрут» (1963)
- «Забыть не могу» (1969)
- «Улыбка» (1971)
- «Друзья и недруги» (1982)
- «Колыбель» (1982)

### П'єси
- «За горизонтом» (у співавторстві)
- «Капитаны не знают покоя» (у співавторстві)
- «Останній сигнал»
- «Ночные бабочки»